# Гідропересувач
Гідропересувач (рос.гидропередвижчик, англ. hydrotraveller, нім. hydraulische Rückvorrichtung f) — пристрій для пересування скребкових конвеєрів до вибою, підтягування до конвеєра засобів кріплення.
Гідропересувачі поділяються на
- переносні та
- групові.

Переносні гідропересувачі являють собою гідродомкрат з встановленим на ньому невеликим резервуаром для масла і насосом.
Групові гідропересувачі — система гідродомкратів, що встановлюються вздовж конвеєра і пов'язані маслопроводами з насосною станцією, яка розташована на штреку; складаються з гідродомкратів двох типів: горизонтального — для пересування конвеєра і вертикального — для підйому завальної сторони конвеєра з метою розштибовки нижньої гілки конвеєра і щільнішого притискання вістря вантажного лемеша конвеєра до підошви пласта.
У лавах з механізов. кріпленням роль гідропересувачів виконують домкрати пересування секцій кріплення.